# Johan Bouman
Johan Bouman (* 1. März 1918 in Amsterdam; † 7. Oktober 1998 in Pforzheim) war ein niederländischer evangelischer Theologe.

## Leben
Johan Bouman wurde am 1. März 1918 in Amsterdam geboren. Er war der einzige Sohn des Polizeiobermeisters Jan Willem und seiner Frau Maria. Nachdem seine Mutter gestorben war, wurde er von seinen Großeltern aufgezogen. Er begann eine Banklehre und wurde am Gymnasium in Amsterdam unterrichtet, um 1936 die Universität Amsterdam zu beziehen. Nachdem die Niederlande von den Nationalsozialisten besetzt wurde, beteiligte sich Bouman am Amsterdamer Februar-Streik, wofür man ihn drei Monate lang ins Gefängnis einsperrte.
Nachdem er wieder freikam, setzte er sein Studium an der Universität Leiden fort und ehelichte die deutsche Physiotherapeutin Magda Röder, die ihm 1947 die Tochter Anna Elisabeth Henriette gebar. Bald darauf setzte man Bouman als Pfarrer in Hekelingen ein, 1954 wurde er zum Doktor promoviert und zum ordentlichen Professor an der Universität Brüssel für Theologie, Altes Testament und Hebräische Sprache ernannt.
1959 übergab er der Universität Utrecht eine Dissertation. In diesem Jahr auch schied er aus der Redaktion der Fakultätszeitschrift Veritatem in Caritate aus; in diesem Amt war er seit 1955 tätig gewesen. Im Folgejahr wurde er Professor der Islamwissenschaft an der Near East School of Theology in Beirut. An der Universität Bochum lehrte er seit Dezember 1969 Theologie, wechselte vier Jahre darauf auf den Lehrstuhl für Religionsgeschichte an der Universität Marburg. An dieser blieb er bis zum Jahr 1986 tätig; dann trat er in den Ruhestand.
Nachdem Boumans erste Frau verstorben war, heiratete er die aus Pforzheim stammende Irmgard Ruth Schroth. Im November 1994 zogen sie nach Pforzheim um. Bouman beteiligte sich im Gespräch mit Juden und Muslimen und gehörte wissenschaftlichen Gesellschaften an, unter anderem der Internationalen Arbeitsgemeinschaft für theologische Bachforschung, der Gesellschaft für Missionswissenschaft sowie der American Foundation for the Study of Man. In Pforzheim verstarb er dann am 7. Oktober 1998 im Alter von 80 Jahren.

## Schriften
- De verdraagzaamheid binnen de Islam: Rede uitgesproken bij de aanvaarding van het ambt van Hoogleraar in de Oudtestamentische Wetenschappen en de Godsdienstgeschiedenis aan de Protestantse Theologische Faculteit te Brussel op 6 Maart 1955. 's-Gravenhage Brüssel 1955
- Le Conflit autour du Coran et la Solution d'-al-Baqillani. Amsterdam 1959
- Gott und Mensch im Koran. Eine Strukturform religiöser Anthropologie anhand des Beispiels Allah und Muhammad. Darmstadt 1977
- Das Wort vom Kreuz und das Bekenntnis zu Allah. Die Grundlehren des Korans als nachbiblische Religion. Frankfurt am Main 1980
- Christentum und Islam im Vergleich. Das Leben gestalten - den Tod überwinden. Gießen 1982
- Der Glaube an den einen Gott im Christentum und im Islam. Gießen 1983. ISBN 3-7655-9035-5
- Der Glaube an das Menschenmögliche. Der Ökumenische Rat der Kirchen und der Friede. Gießen/Basel 1984
- Um Gottes Willen Frieden. Atom-Friede oder Das Ende einer Illusion. Gießen/Basel 1984
- Augustinus. Lebensweg und Theologie. Gießen 1987
- Der Koran und die Juden – Die Geschichte einer Tragödie. Wissenschaftliche Buchgesellschaft, Darmstadt 1990
- Leben mit fremden Nachbarn. Die Rolle von Ethik, Kultur und Religion in einer multikulturellen Gesellschaft. Gießen 1995
- Gut ist, der mich erschaffen hat. Besinnungen über Schöpfer, Schöpfung und Erlösung - Worte aus dem Leben von Aurelius Augustinus. Basel 1996
- Musik zur Ehre Gottes. Die Musik als Gabe Gottes und Verkündigung des Evangeliums bei Johann Sebastian Bach. Gießen 2000
- Christen und Muslime. Was sie verbindet und was sie trennt. Gießen 2002
- Augustinus. Die Theologie seiner Predigten über die Psalmen. Hg. von Sven Grosse unter Mitarbeit von Benjamin Split. Paderborn 2019